# 若井小づえ・みどり
若井小づえ・みどりは、元女流漫才コンビ。吉本興業大阪本部所属。師匠は若井はんじ・けんじ。活動期間は1965年 - 1991年。

## 概要
小づえとみどりは洋裁学校の同級生かつ友人同士でコンビを結成。
当初、"若井こづえ・ひとみ"の名前でケーエープロダクションに所属。大阪梅田のトップホットシアター（東宝系の演芸場）を中心に活躍した。その後、師匠の反対を押し切り吉本興業に移籍。漫才ブームの時流には直接的には乗れなかったが、花月劇場の通常の出番のみならず、テレビ出演などで多忙を極め劇場に出られなくなった漫才コンビの代演も数多くこなしているうちに次第に頭角を現し始め、ブームが過ぎ去った後の1980年代中盤～後半にテレビ番組などの表舞台に立つまでに至った。
師匠の若井はんじ・けんじへの弟子入りの際、2人から「女芸人はナンボ一生懸命指導しても結婚してやめてもうたら意味ないから」独身を通す事を条件に師事を許された。そのため双方は永年独身を通し、それをネタとウリにした。
「結婚したい」を「嫁に、もぉてぇ～！おっきがぁるに♪まァだ無いかァ～？」のフレーズを中心に強くアピールする小づえを突っ込み、あしらいつつ進行していく芸風。解散については、みどりの結婚に伴い双方の立場に差がついてネタが出しにくくなったとの説と、みどりが結婚を皆に隠していたことに小づえがキレたとの説とがある。
師匠の一人であるけんじが交通事故により急死後、みどりは結婚したが、小づえは生涯独身を通した。
小づえは1999年に51歳で死去したが、みどりは現在も芸人・テレビタレント・吉本新喜劇の女優として活動している。

## 若井小づえ
若井小づえ（わかい こづえ、本名：五十嵐 雍子（いがらし ようこ）、1947年12月21日 - 1999年1月13日。51歳没、享年53）
- 大阪府大阪市出身、血液型AB型、ボケ役。服装にこだわり、日本で初めてファッション・スタイリストを専属で自ら雇った女性漫才師を自称（実際に雇っていたのはみどり）。濃い化粧と、スタイルのよい長身（みどりは割合小柄である）に個性的なファッション、その頭上には大ぶりな帽子を被り、「嫁にもぉて!」「おっきがーるに!」と客席への激しい結婚願望のアピールを特徴とする。基本的にアピールはギャグで実らないが、客が「もぉたる!」と叫んだことがあり、その時は驚きのあまり舞台そっちのけで相手を探し回るほどだった（そして照れていた）。
- 名前の表記が最初「こづえ」であったが姓名判断で「こずえ」とし、その後尊敬する4代目林家小染の小をもらい「小づえ」と変わっている。
- 解散後は吉本で芸人としての活動を続ける一方、永年鍛練していたヨガの指導者を務めていた。みどりと違い生涯独身を通し、良い意味で悠々自適の日々を送っていた最中の1998年年末、仕事の打ち上げパーティの席上でクモ膜下出血で倒れ、救急搬送されるも意識が戻らぬまま生涯の幕を閉じた。

## 若井みどり
若井みどり（わかい みどり、本名：北浦（旧姓：岩内） 也寿子（きたうら やすこ）、1946年7月29日 - ）
- 大阪府大阪市出身、血液型O型、ツッコミ役。小づえに振り回される役どころを持つ。
- 夫は会社経営者（芸能界とは無関係の一般人）であり、永年結婚をしていなかった。みどりと夫が結婚に踏み切ったのは、先述のように師匠の一人・けんじの死去（はんじも1976年に亡くなっており、両師匠に遠慮する必要がなくなった）が機だったといわれる。
- 解散してからはソロで活動しており、『日曜笑劇場』の舞台にも出演していたが、2000年からはメグマリコを相方にして漫才活動を再開（新小づえ・みどり→若井みどり・メグマリコ）。『バラエティー生活笑百科』には上沼恵美子の代役の特別相談員として出演し、上沼降板後もレギュラー女性相談員として月2回ペースで出演している。出演した際には名前イジリ（若井みどり→「名前だけ若いみどりさん」、「古いみどりさん」、「悪いみどりさん」）や容姿イジリがお約束となっている。シイタケの裏側みたいな顔といわれるイジられキャラを演じることもある。
- 2007年夏、若井みどり・メグマリコを解散。家で漫才番組を見ていたみどりが、若手の台頭を目の当たりにして「自分たちがやっていくのはこれ以上無理だ」と感じ、マリコに解散を申し出た（『こころ晴天』の番組内でみどり自身が明かした）。
- 2007年10月吉本新喜劇に入団、日曜笑劇場にゲスト出演した時を含め、顔が丸いことから「自転車のチリンチリン」「シイタケの裏」「トイレのカラーボール」「たこ焼き」などとイジられる（このネタは漫才コンビ時代と同じである）。
- 太っ腹すぎて常にお茶会や新喜劇楽屋で出前の料理を後輩にふるまったり若手に「ご飯食べに行かへんか？」のノリで「予防接種せえへんか？」と聞いてくるなど面倒見がよい。
- 2014年後半より出ギャグとして「おじゃまパジャマ」という舞台の前に歩み寄り若干間をあけて言うギャグを使用している。
- 加齢によりセリフ覚えが悪くなったこともあり、本人によると2023年末頃に「引退した」とのこと。そのため現在は芸能活動は行っていないが、吉本興業のホームぺージにはプロフィールは残されているため完全な引退ではない模様。

## 経歴
- 1965年　「若井こづえ・ひとみ（後に、「若井小づえ･みどり」と改名）」で神戸松竹座で初舞台[3]。以降松竹の主要劇場に上がる。
- 1969年　師匠の松竹芸能からケーエープロダクションに移籍しトップホットシアターに上がるようになる。
- 1971年　NHK上方漫才コンテスト 優秀努力賞。
- 1972年　ケーエープロダクションを退社。
- 1974年　吉本興業に移籍。
- 1975年　上方漫才大賞 新人賞。
- 1976年　師匠の一人・若井はんじ病死。
- 1983年　上方漫才大賞 奨励賞。
- 1983年　上方お笑い大賞 金賞。
- 1987年　花王名人大賞 新人賞、上方お笑い大賞 審査員特別賞 。もう一人の師匠・若井けんじ交通事故死。
- 1988年　花王名人大賞 名人賞、上方漫才大賞 大賞、上方お笑い大賞 大賞。
- 1991年　みどりの結婚に伴い解散。各自、ソロ活動を行う。
- 1999年　小づえクモ膜下出血で死去。
- 2000年　みどりが「新小づえ・みどり」を結成して漫才活動を再開（相方はメグマリコ、結成後は「若井みどり・メグマリコ」へ改名）。
- 2007年　みどり吉本新喜劇に入団。

## 漫才のギャグ
- 小づえの紹介の欄に書かれた「嫁にもぉて!」「おっきがーるに!」「嫁にもぉてくれたら〇〇（例：バナナ）もつけるよ!いらんか?!!」のような客席に向かって小づえが大きな声で自分を嫁にもらってくれるように呼びかけるギャグ。
- 小づえ「この人（みどり）、どっかで見たことありません?何かに似てると思いません?便所のタワシに似てるでしょ?」もしくは「シイタケの裏に似てるでしょ?」とみどりの容姿を別のものに例えていじるネタ。
- 小づえが上記のようにみどりに対して言いたい放題言った後にみどりが言い返したりすると、小づえ「ひどいひどい!ひどいわ!ちょっと私がキレイ（美人、もしくはかわいいと言うこともある）だからってそんな言い方ないと思うわ!どうせ私は松坂慶子よ!（他に古手川祐子など）」と美人女優の名前を言うギャグ（なお小づえは、その顔立ちから「アリクイ」と呼ばれていた）。

## 出演

### テレビ
- 京一輪（小づえ）
- 一枚の写真
- 新・なにわの源蔵事件帳 第5話「艶女衣裳競べ」
- オレたちひょうきん族
- 夫婦善哉（みどり）
- よしもと新喜劇（みどり）
- バラエティー生活笑百科（みどり）
- 連続テレビ小説 まんぷく（みどり）
- 連続テレビ小説 カムカムエヴリバディ（みどり）

### ラジオ
過去
- 満員御礼! 福島一丁目劇場（月1）
- ABC発午前1時 - 金曜日深夜2時半頃の『ABCミッドナイト寄席』のコーナー出演。
- ラジオよしもと むっちゃ元気スーパー! - みどりがオール阪神と共に月曜日のパーソナリティを担当。

### 広告
- キンキホーム（1989年）

### 映画
- 夢見通りの人々（1989年、松竹）

### CD
- 『オンチ』

## 兄弟弟子
- 若井ぼん・はやと
- 若井チック・ヤング
- 若井けいじ・えいじ

## 弟子
小づえ
- 若井のん・のこ

みどり
- 若井気合・こころ
- 豊間若葉[4]（杉岡みどりと「葉緑体」というコンビを組む）

## 外部サイト
- 吉本興業芸人プロフィール 若井みどり